# Agrilus subauratus
Agrilus subauratus é uma espécie de inseto do género Agrilus, família Buprestidae, ordem Coleoptera.
Foi descrita cientificamente por Gebler, 1833.